# Agnieszka Lachowicz-Ochędalska
Agnieszka Lachowicz-Ochędalska (ur. 10 listopada 1961 w Łodzi, zm. 27 maja 2008) – polska lekarka, endokrynolog i ginekolog-położnik, nauczyciel akademicki, kierownik Zakładu Endokrynologii Porównawczej Uniwersytetu Medycznego w Łodzi.

## Życiorys
Była córką profesor Lilli Lachowicz. W 1986 roku ukończyła studia na Akademii Medycznej w Łodzi i podjęła pracę jako asystent, a od 1992 roku adiunkt Instytutu Endokrynologii. W 1990 roku uzyskała stopień doktora nauk medycznych, rok później specjalizację w zakresie ginekologii i położnictwa. W latach 1995–1998 przebywała na stażu naukowym w Endocrinology and Reproductive Research Branch laboratoriów National Institutes of Health w Bethesdzie. Prowadziła pionierskie badania nad wewnątrzkomórkowymi mechanizmami przekaźnictwa sygnału charakterystycznymi dla receptorów endotelinowych i angiotensynowych w przednim płacie przysadki mózgowej, udziałem angiotensyny, jej fragmentów i ich inhibitorów w przekaźnictwie sygnałów wewnątrzkomórkowych oraz nad wpływem niektórych hormonów sterydowych na wybrane linie komórek nowotworowych. W 2003 roku uzyskała habilitację.
Od 2004 roku była prodziekanem do spraw kształcenia Wydziału Nauk Biomedycznych i Kształcenia Podyplomowego. W 2005 roku, jako profesor nadzwyczajny, objęła stanowisko kierownika Zakładu Endokrynologii Porównawczej Katedry Endokrynologii Ogólnej Uniwersytetu Medycznego w Łodzi. Była autorką 36 prac oryginalnych i czterech przeglądowych. Dwukrotnie (1992 i 2002) otrzymała Nagrodę Zbiorową Ministra Zdrowia, w 1996 roku również Travel Award of American Society of Endocrynology. Była sekretarzem Komisji Endokrynologii i Metabolizmu Komitetu Nauk Fizjologicznych Polskiej Akademii Nauk, członkiem Zarządu Oddziału Łódzkiego Polskiego Towarzystwa Endokrynologicznego, członkiem Polskiego Towarzystwa Biochemicznego i Polskiego Towarzystwa Neuroendokrynologii.
Zmarła w wyniku choroby nowotworowej w 2008 roku. Pochowana na cmentarzu rzymskokatolickim Doły przy ul. Smutnej w Łodzi.